# Capricorn (A Brand New Name)
Pour les articles homonymes, voir Capricorn.
Singles de Thirty Seconds to Mars
Edge of the Earth
(2002)
Pistes de 30 Seconds to Mars
Edge of the Earth
Capricorn (A Brand New Name) est une chanson rock de Thirty Seconds to Mars. Capricorn (A Brand New Name) est le premier single du groupe, extrait de l'album 30 Seconds to Mars. Il est sorti en 2002.
Aux États-Unis, il atteint la trente-et-unième place au Billboard Mainstream Rock Tracks.

## Liste des titres
- Promo

1. Capricorn (A Brand New Name) - 3:50 (Radio Edit)
2. Capricorn (A Brand New Name) - 3:53 (Album Version)

- Royaume-Uni (CD)

1. Capricorn (Radio Edit) - 3:50
2. Capricorn (A Brand New Name) - 3:53 (Album Version)
3. Phase 1:Fortification - 5:00
4. Capricorn (A Brand New Name) - 4:05 (Video)

## Classement
| An   | Classement                            | Meilleure position |
| ---- | ------------------------------------- | ------------------ |
| 2002 | U.S. Billboard Mainstream Rock Tracks | 31                 |